# Yspertal
Yspertal  är en ort och kommun  i Österrike. Den ligger i distriktet Melk i förbundslandet Niederösterreich,  100 km väster om huvudstaden Wien. 
Kommunen består av fem orter (Ortschaften) (inom parentes invånarantal 1 januari 2024):
- Haslau (87)
- Kapelleramt (182)
- Nächst Altenmarkt (189)
- Wimberg (367)
- Yspertal (1 181)